# Slavko Pintarić
Slavko Pintarić (1956.) je hrvatski pop i rock glazbenik, bubnjar.
Pored glazbene karijere, ostvario je i televizijske uloge u više epizoda zabavne emisije Nad lipom 35, 2007. godine. Gostovao je u emisiji Studio 45. Izvodi Pjesmu crnog štakora u crtanom filmu Čudnovate zgode šegrta Hlapića iz 1997. godine.
Sa Srebrnim krilima svirao je od 1981. godine sve do prve velike stanke 2000. godine.
Godine 2002. Jurica Pađen zajedno s Rajkom Dujmićem (Novi fosili), Vladom Kalemberom (Srebrna krila), Alenom Islamovićem (Divlje jagode, Bijelo dugme) i Slavkom Pintarićem (Srebrna krila) osnovao je supergrupu 4 asa, s kojom je svirao nekoliko godina.
Pintarić je svirao s Aerodromom na albumu Rock @ Roll. Producenti albuma su Pađen, Šojat i Dragutin Smokrović, a snimili su ga 2007. Pađen, Šojat i Slavko Pintarić na bubnjevima, dok se kao gosti na albumu pojavljuju Zlatan Došlić i Zdravko Tabain (Cubismo) na bubnjevima u skladbi "Sretna vremena".
Sastav Srebrnih krila se ponovno okupio 1. srpnja 2012. godine na zagrebačkom Bundeku (pjevač Vlado Kalember, gitarist Davor Jelavić Dado i bubnjar Slavko Pintarić Pišta) i najavili povratak na scenu. Nakon Bundeka, na povratničkoj turneji ugovorili su još desetak koncerata u Sloveniji, pa po Hrvatskoj i široj regiji. Za kraj kolovoza 2012. najavili su novi povratnički studijski album pod nazivom Srebrna krila 2012.

## Vanjske poveznice
- Diskografija.com